# Neurofibromatosi
La neurofibromatosi è una malattia ereditaria che colpisce le cellule nervose e muco-cutanee dovuta a turbe dell'istogenesi.
È caratterizzata dalla presenza di numerosi tumori benigni e maligni fibrosi (fibromi) della pelle e del tessuto nervoso (neurofibromi). Si distinguono due tipi, il tipo 1, detto anche malattia di von Recklinghausen, dal patologo tedesco von Recklinghausen che la descrisse nel 1882, e il tipo 2 che è molto più raro e colpisce anche i nervi ottici, uditivi e il cervello. Le due forme sono caratterizzate da ereditarietà genetica autosomica dominante; questo vuol dire che basta avere una copia di un gene mutato per avere la malattia. I figli nati dall'incrocio fra un genitore eterozigote malato e uno omozigote sano hanno il 50% di possibilità di avere anche loro la malattia. NF1 è 10 volte più comune della NF2. Interessa oltre il 90% dei casi e colpisce un nato ogni 3 500-4 000 persone circa: si calcolano oltre un milione e mezzo di malati nel mondo, di cui almeno 20 000 in Italia.
Nonostante, come indicato dal nome, nella neurofibromatosi siano presenti neurofibromi (in numero sempre maggiore di uno), questi non ne costituiscono la caratteristica peculiare; infatti la diagnosi della malattia richiede la presenza concomitante di altre caratteristiche specifiche e riconoscibili (v. sotto). In assenza di tali sintomi la presenza di un neurofibroma semplice va considerata come una manifestazione clinica isolata senza alcun rapporto con la neurofibromatosi.

## Tipo 1
La NF1 si presenta con una frequenza di circa 1 su 4 000 nati e spesso non è diagnosticata poiché provoca solo problemi estetici. Uno dei segni tipici della malattia è la presenza di macchie caffellatte sulla superficie cutanea, e la diagnosi può esser sospettata sin dai primi anni di vita per la presenza sulla pelle di almeno sei macchie color caffellatte (v. figura). Con il passare del tempo compaiono i neurofibromi, che si manifestano come tumori cutanei nodulari, rossastri, multipli, di consistenza soffice e localizzati in varie parti del corpo.
Ciascun segno però non è sufficiente per una diagnosi di NF; come segni minimi richiesti per avanzare una diagnosi di NF1 l'individuo deve avere almeno due di questi sintomi seguenti:
- Sei o più macchie dermatologiche marrone chiaro (le cosiddette "macchie caffellatte", v. figura), che devono essere di diametro maggiore di 5 mm prima della pubertà e di diametro maggiore di 15 mm dopo la pubertà.
- Almeno due neurofibromi.
- Almeno due escrescenze sull'iride dell'occhio.
- Crescita anormale della colonna vertebrale (scoliosi).

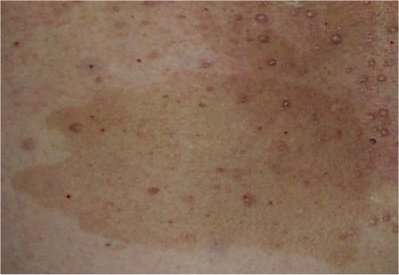
Macchia caffellatte in un caso di NF1

Nel 20% dei casi si associano alcune gravi manifestazioni (tumori cerebrali ed extracerebrali – in particolare del nervo ottico, del surrene, delle ossa – scoliosi, convulsioni, ritardo mentale, ipertensione, bassa statura, pubertà anticipata, ecc.), mentre il 30-40% dei soggetti presenta dei disturbi di apprendimento (scarsa memoria o concentrazione, difficoltà di lettura, di scrittura o di linguaggio) che necessitano di un supporto adeguato sin dalla prima infanzia. Una complicanza della NF1 è anche la pseudoartrosi congenita della tibia. Altro aspetto caratteristico è inoltre l'associazione con amartomi dell'iride, i cosiddetti noduli di Lisch.
L'imprevedibile decorso della malattia e la mancanza di una cura risolutiva impongono di effettuare periodici controlli medici multispecialistici presso sedi qualificate, grazie ai quali poter eventualmente intervenire con cure sintomatiche, tanto più efficaci se precoci. In entrambi i casi è quasi sempre possibile intervenire asportando i fibromi e praticando cure a base di chemioterapia e radioterapia; tuttavia i fibromi spesso ricrescono dopo pochi mesi. La struttura del cervello è normale, ma persistono stipiti cellulari anomali che continuano a differenziarsi.
Fra le tecniche diagnostiche ancora sperimentali è stata utilizzata, in uno studio italiano pubblicato nel 2015, la retinografia a infrarossi. Con tale metodica i ricercatori sono riusciti a identificare precocemente, in modo non invasivo, i noduli coroideali tipici della malattia.

## Tipo 2
La NF2, molto meno frequente (1/40 000 nati), ha le stesse caratteristiche di ereditarietà ma è, di regola, più grave, in particolare per la costante presenza di tumori che colpiscono il nervo acustico (neurinomi), quasi sempre da entrambi i lati, e/o un'altra parte del cervello o del midollo spinale. A seconda della localizzazione possono essere presenti sordità e/o altri seri disturbi neurologici che iniziano a manifestarsi verso i 20 anni di vita o anche più tardivamente. Numerosi pazienti presentano inoltre una sorta di cataratta (opacità sottocapsulare posteriore giovanile) causa di grave danno della vista, e un numero variabile di macchie caffellatte e di neurofibromi. La cura dei suddetti tumori è quasi sempre chirurgica, talvolta radiante, oppure si avvale di entrambe le tecniche, ma i risultati sinora ottenuti sono stati deludenti.

## Eziologia e varianti
Recente è la scoperta che il gene per la NF1 (1990) è posizionato sul cromosoma 17, mentre per la NF2 (1993) è posizionato sul 22. Ciò consente la diagnosi prenatale dei casi familiari. Esistono delle forme di NF1 e NF2 localizzate esclusivamente ad alcune regioni del corpo o a un lato. Tali forme sono conosciute con il nome di NF1 e NF2 a mosaico o segmentali, secondo la recente classificazione di Martino Ruggieri (CNR, Catania) e Susan M. Huson (St. Mary Hospital, Manchester).
La neurofibromatosi non va confusa con la completamente differente sindrome di Legius.